# Cardiomegalia
In medicina la cardiomegalia (dal greco καρδία/cuore e μεγάλος/grande) è un termine generico che indica l'aumento del volume o della massa del cuore dovuto ad aumento dello spessore delle sue pareti o a dilatazione abnorme delle sue cavità.
Si tratta di una condizione patologica che può essere di natura congenita, a volte legata a malattie metaboliche (glicogenosi) o causata da patologie del muscolo cardiaco quali le malattie infiammatorie o i disturbi metabolici del miocardio (miocardite), la cardiopatia ipertensiva, la cardiopatia postinfartuale e le patologie valvolari. La cardiomegalia procura sempre uno stato di scompenso del cuore e in molti casi l'unica soluzione è il trapianto cardiaco.
La cardiomegalia può anche essere fisiologica quando è dovuta ad uno sforzo ed un allenamento intenso e prolungato tipico degli atleti specialmente se agonistici; questa condizione è nota come "cuore d'atleta".